# 1995년 해태 타이거즈 시즌
1995년 해태 타이거즈 시즌은 해태 타이거즈가 KBO 리그에 참가한 14번째 시즌으로 김응용 감독이 팀을 이끈 13번째 시즌이다. 팀은 8팀 중 정규 시즌 4위를 기록했지만, 4위 팀이 포스트시즌에 진출하려면 3위 팀과의 승차가 3경기 이내여야 한다는 당시의 규칙 때문에 1985년 이후 10년 만에 포스트시즌 진출에 실패했는데 전년도에 4위에 머물러 한국시리즈 진출에 실패한 것을 만회하기 위해 강도 높은 전지훈련을 실시했으나 이호성 정회열 김성한 등 주전들이 부상으로 이탈한 것이 컸다. (당시 해태와 정규 시즌 3위 롯데 자이언츠의 승차는 4.5경기차로 밀려났다.)

## 타이틀
- 한일 슈퍼게임 국가대표: 선동열, 조계현, 이대진, 홍현우, 이종범
- KBO 골든글러브: 홍현우 (3루수)
- 올스타 선발: 이종범 (유격수), 홍현우 (3루수), 이순철 (외야수)
- 올스타전 추천선수: 선동열, 이대진
- 컴투스프로야구 90년대 해태 타이거즈 라인업: 강태원 (중계투수)
- 타자 WAR: 홍현우 (7.39)
- 희생타: 양회열 (19)
- 세이브포인트: 선동열 (38)
- 세이브: 선동열 (33)
- 탈삼진: 이대진 (163)
- 평균자책점: 조계현 (1.71)
- 통산 레전드 포인트: 선동열 (78.7)

### 퓨처스리그
- 3루타: 안상준 (9)
- 남부리그 홈런: 김재덕 (7)
- 다승: 박진철, 최재영 (8)
- 세이브: 강대성 (11)
- 남부리그 이닝: 박진철 (93.1)
- 상대한 타자 수: 박진철 (426)

## 선수단
- 선발투수 : 조계현, 이대진, 이강철, 김정수, 최향남, 이원식
- 구원투수 : 송유석, 강태원, 박진철, 임창용, 문희수
- 마무리투수 : 선동열, 이우혁, 강대성, 김봉영
- 포수 : 최해식, 남상규, 정회열, 김지영, 박병호
- 1루수 : 김상훈, 구한성, 김재덕, 김성한
- 2루수 : 이경복, 송인호
- 유격수 : 이종범
- 3루수 : 홍현우, 양회열, 안상준
- 좌익수 : 이건열, 박재벌, 이병훈
- 중견수 : 이순철, 김병조
- 우익수 : 이호성, 김훈
- 지명타자 : 박재용, 유진우, 김태동, 박기택, 추평호, 전성철, 최희창, 정성룡

## 여담
- 선동열은 이 시즌 개인 통산 10번째이자 마지막 올스타전 등판을 가졌는데, 그동안은 모두 선발로 등판했으나 이 시즌 올스타전에서는 처음이자 마지막으로 구원 등판했다.
- 김성한은 9월 24일 구단 사상 최초의 은퇴식과 은퇴 경기를 치르고 은퇴했다.
- 해태 타이거즈 2군은 KBO 퓨처스리그 남부리그에서 삼성 라이온즈 2군과 공동 1위에 올라 KBO 퓨처스리그 역대 최초의 공동 우승을 차지했다.
- 선동열은 1990년부터 이때까지 6년 연속으로 KBO 리그 내 최고 연봉자였다.
- 선동열은 KBO 리그 통산 40패로 역대 KBO 리그 통산 1000이닝 투수 중 최소패 기록을 보유하고 있다.
- 이순철은 이 시즌 KBO 리그 역대 단일 시즌 태평양 돌핀스 상대 최다 병살타(7) 기록을 세웠다.
- 선동열은 이 시즌 KBO 리그 역대 단일 시즌 태평양 돌핀스 상대 최다 세이브(8) 기록을 세웠다.
- 이대진은 홈경기에 21번 선발 등판하여 163탈삼진으로 KBO 리그 역대 단일 시즌 홈경기 최다 기록을 세웠다.
- 강대성은 KBO 퓨처스리그 사상 최초로 단일 시즌 10세이브를 달성했다.
- 선동열은 시즌 종료 후 일본 프로야구 리그의 주니치 드래곤즈로 이적하여 역대 최초로 KBO 리그에서 일본 프로야구 리그에 진출한 선수가 되었으며, 타이거즈 역사상 통산 최고 WAR(78.83), KBO 리그 역대 20세기 통산 최고 WAR, KBO 리그 월요일 경기 통산 최다승(11), 최다 탈삼진(95) 기록을 세웠다.
- 김성한은 이 시즌을 끝으로 은퇴하여, KBO 리그 역대 주포지션이 타자였던 선수 중 통산 최고 투수 WAR(3.65), 최다 완투(5), 최다 완봉(2), 최다 승(15), 최다 구원 승(10), 최다 고의4구 허용(5), 최고 사이영포인트(50.4) 기록을 세웠다.
- 1996 신인드래프트에서 구단 사상 최초의 고졸우선지명으로 김상진, 김상훈, 서재응을 지명했다. 다만 이 중 서재응은 메이저리그 진출로 인해 2008년이 되어서야 입단했다.